# منتو (طعام)

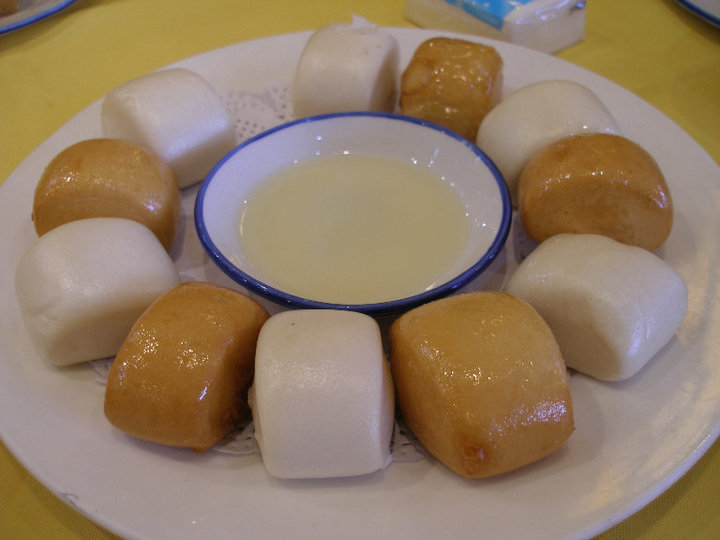

المنتو أكلة ترجع أصولها إلى الصين وهي نوع من المعجنات المحشية باللحم المفروم والبصل ويطهو على البخار. وعادة ما تؤكل على أنها غذاء رئيسي في المناطق الشمالية من الصين حيث يزرع القمح بدلا من الأرز. فهي تصنع من دقيق القمح المقشور، مع الماء و خميرة. يتراوح حجمها من 4 سم، وتكون لينة ورقيق وفي المطاعم تكون أكثر أناقة، وحجمها يصل إلى أكثر من 15 سم، وهي متماسكة وكثيفة ومناسبة كطعام غداء للرجل العامل. نظرًا لأن الدقيق الأبيض معالجًا بكثافة، كان ذلك يضيف ٌلى تكلفته، فقد كان المنتو الأبيض شيئًا من الرفاهية في الصين ما قبل الصناعية.
تقليديا، كانت شعيرية المنتو، وبينج، والقمح هي الكربوهيدرات الأساسية في النظام الغذائي الصيني الشمالي، على غرار الأرز الذي يشكل الدعامة الأساسية للنظام الغذائي الصيني الجنوبي. تُعرف أيضًا في الجنوب، ولكن غالبًا ما يتم تقديمها كطعام في الشارع أو طبق مطعم بدلاً من كونها طعامًا أساسيًا أو طهيًا منزليًا. غالبًا ما يكون منتو المطعم أصغر حجمًا وأكثر حساسية ويمكن التلاعب به بشكل أكبر، على سبيل المثال: عن طريق القلي العميق والغطس في الحليب المكثف المحلى. يمكن إضافة الألوان و / أو النكهات مع مكونات أخرى من السكر البني إلى تلوين الطعام في صنع منتو، وغالبًا ما يتم حجزها للمناسبات الخاصة حتى يتم تعجنها في أشكال مختلفة في شانشي وشانكسي وشاندونغ.
عادة ما يتم بيع المنتو المطبوخ مسبقًا في القسم المجمد من محلات السوبر ماركت الآسيوية، وهو جاهز للتحضير عن طريق التبخير أو التسخين في فرن الميكروويف.
طبق مشابه، لكن بداخله حشوة لذيذة أو حلوة، هو الباوزي. المنتو هي الكلمة الأقدم، وفي بعض المناطق (مثل منطقة جيانغنان في الصين، وكوريا) يمكن استخدام المنتو (أو كلمة محلية تكافؤها) للإشارة إلى كل من الكعك المحشو وغير المعبأ، بينما في اليابان ما يعادله تشير القراءة المحلية للكلمة الصينية (منتو) فقط إلى الكعك المحشو.

## علم أصل الكلمة والتاريخ
ربما نشأت مانتو في ولاية تشين في عهد أسرة تشو في عهد الملك تشاو شيانغ (307 قبل الميلاد - 250 قبل الميلاد). أصبحت مانتو وغيرها من المواد الغذائية المشتقة من القمح مثل المعكرونة وشوبينج وباوزي شائعة خلال عهد أسرة هان (206 قبل الميلاد - 206 م) وكانت تُعرف مجتمعة باسم 餅؛ بونغ. تم تمييز مانتو كـ 蒸餅 ؛ زينغبنغ أو 籠 餅 ؛ لونغبونغ. خلال عهد أسرة جين الغربية (265-316 م)، كتب شو شي (束 皙) عن الكعك على البخار (蒸餅 ؛ zhēngbǐng) في كتابه "قصيدة الكعك المسلوق" (湯 餅 賦 ؛ tāngbǐngfù)، الذي كُتب حوالي 300 م. دعاهم أولاً منتو (曼 頭 ؛ màntóu). في هذا الكتاب، نصح بتناول هذا في مأدبة عند اقتراب فصل الربيع.
يُعتقد أن المغول أخذوا أسلوب منتو المملوء (باوزي) إلى العديد من بلدان وسط وشرق آسيا في بداية عهد أسرة يوان في القرن الثالث عشر. اسم مانتو مشابه لـ مانتي ومنتي؛ وهي الزلابية المحشوة بالمطابخ التركية، الأوزبكية[نشر ذاتي؟] (منتو).

## التراث الشعبي
تقول أسطورة صينية مشهورة أن اسم مانتو نشأ بالفعل من الكلمة المتجانسة 蠻 頭 mántóu ، والتي تعني حرفياً "رأس البربري".
تم وضع الأسطورة في فترة الممالك الثلاث (220-280 م) عندما قاد زوغي ليانغ ، مستشار ولاية شو هان ، جيش شو في حملة ضد قوات نانمان في أراضي شو الجنوبية، والتي تتوافق مع الوقت الحاضر تقريبًا - اليوم اليونان، الصين، وشمال ميانمار.
بعد إخضاع ملك نانمان منغ هوو، قاد Zhuge Liang الجيش للعودة إلى Shu، لكنه قابل نهرًا سريع التدفق تحدى جميع محاولات عبوره. أخبره لورد بربري أنه في الأيام الخوالي، كان البرابرة يضحون بخمسين رجلاً ويرمون رؤوسهم في النهر لإرضاء إله النهر والسماح لهم بالعبور. نظرًا لأن Zhuge Liang لم يرغب في التسبب في فقدان المزيد من رجاله لحياتهم، فقد أمر رجاله بذبح الماشية التي أحضرها الجيش معهم، وملء لحومهم في كعكات على شكل رؤوس بشرية تقريبًا (دائرية بقاعدة مسطحة). ثم تم إلقاء الكعك في النهر. بعد عبور ناجح، أطلق على كعكة "رأس البربري" (منتو، 蠻 頭، والتي تطورت إلى 饅頭 الحديثة). تتعلق نسخة أخرى من القصة بحملة Zhuge Liang الجنوبية عندما كان أصدر تعليماته إلى جنوده الذين أصيبوا بمرض الإسهال وأمراض أخرى في منطقة المستنقعات بتغذية الكعك المطهو على البخار باللحم أو الحشوات الحلوة.

## الاختلافات في المعنى خارج شمال الصين
قبل عهد أسرة سونغ (960-1279)، كانت كلمة منتو تعني الكعك المحشو وغير المعبأ. نشأ مصطلح باوزي في عهد أسرة سونغ للإشارة إلى الكعك المحشو فقط. نتيجة لذلك، جاء مانتو تدريجيًا للإشارة إلى الكعك غير المعبأ فقط في لغة الماندرين وبعض أنواع اللغة الصينية.
ومع ذلك، في العديد من المناطق لا تزال منتو تحتفظ بمعناها المتمثل في الكعك المحشو. في منطقة جيانغنان حيث يتحدث الوو الصينية، عادة ما يعني ذلك الكعك المحشو وغير المعبأ. في شانشي، حيث يتحدث جين الصينية، غالبًا ما تسمى الكعك غير المعبأ مومو (饃 饃)، والتي هي ببساطة حرف "كعكة على البخار". انتشر اسم مومو إلى التبت ونيبال وعادة ما يشير الآن إلى الكعك المحشو أو الزلابية.
اسم مانتو مشابه لمانتي؛ هذه الزلابية محشوة بالمطابخ التركية، الفارسية، الأوزبكية،[نشر ذاتي؟] والباكستانية (المانتو ، نشأت من المهاجرين الترك المغول). في اليابان، يشير مانجو (饅頭) عادة إلى الكعك المحشو، والذي يحتوي تقليديا على معجون الفول أو خليط اللحوم والخضروات المفرومة (نيكومان 肉 ま ん "مانجو اللحم"). يُطلق على المنتو المملوءة سيوباو في الفلبين، مشتقة في النهاية من شاوباو الصينية (燒 包). في تايلاند يقدمون salapao (ซาลาเปา) ، مانتو محشو. في كوريا، يمكن لماندو(만두 ؛ 饅頭)(만두; 饅頭) أن تشير إلى كل من باوزي أو جياوزي (餃子). في المطبخ المنغولي، الباوز والمانتي أو المانتو عبارة عن زلابية مطبوخة على البخار، ويقال إن الاختلاف على البخار أدى إلى الماندو الكورية. في سنغافورة وماليزيا، يُقدم السلطعون الحار عادة مع نسخة مقلية من مانتو. في ناورو وبابوا غينيا الجديدة ، تُعرف مانتو باسم ميجو.